# 이매역
이매(성남아트센터)역(Imae(Seongnam Arts Center)Station, 二梅驛)은 경기도 성남시 분당구 이매동에 있는 수도권 전철 수인·분당선과 수도권 전철 경강선의 환승역이다. 분당선 쪽의 인근에 성남아트센터가 위치해 있다. 
1994년 9월 1일 분당선 수서역 - 오리역 구간 개통 당시엔 없었던 역이며, 야탑역과 서현역의 역간거리가 3.1km으로 비교적 긴 점과 지역 주민들의 청원에 의해서, 성남시와 한국토지주택공사에서 사업비를 부담하여 2000년 3월 착공한 뒤 2004년 1월 16일 영업을 개시하였다. 수도권 전철 경강선은 이 역부터 판교역까지 지하 구간이다. 수도권 전철 경강선은 이 역과 성남역 사이엔 이매교 하저터널로 연결된다. 수도권 전철 수인·분당선은 야탑천 하저터널로 야탑역과 연결된다.

## 역사
- 2000년 3월 : 착공
- 2004년 1월 16일 : 개통과 함께 영업 개시
- 2009년 7월 20일~2016년 9월 23일 : 경강선 복선전철 공사와 함께 3번 출입구 임시 폐쇄
- 2012년 9월 18일 : 왕십리 ~ 선릉 구간 개통으로 왕십리 기점 24.8km로 변경[3]
- 2016년 4월 29일 : 경강선 철도거리표 고시[4]
- 2016년 9월 13일 ~ 9월 18일 : 추석 연휴기간 동안 경강선 전철 무료 임시운행[5][6]
- 2016년 9월 24일 : 경강선 판교 - 여주 구간 개통과 함께 환승역이 됨과 동시에 3번 출입구 재개통
- 2016년 9월 26일 : 판교 기점 2.0km로 변경[7]

## 역 구조
두 노선 모두 2면 2선의 상대식 승강장이 있는 지하역이며, 스크린도어가 설치되어 있다. 환승을 고려하여 설계된 구조상 지하 대합실 통로가 긴 역이다. 개찰구가 승강장별로 분리되어 있어 승강장 사이를 개표하지 않고 건너갈 수 없었지만, 경강선 개통과 함께 반대편 승강장으로 횡단이 가능한 구조로 변경되었다.
출구는 총 9개로, 야탑역 방면의 북쪽에 있는 1~2, 9번 출구는 기존 지하보도를 리모델링한 것이다. 3번 출구의 경우 경강선 공사와 함께 2009년 7월 20일부터 2016년 9월 23일까지 임시 폐쇄된 바
있으며, 9월 24일 경강선 개통과 함께 출입구가 재개통되었다.
이 역과 야탑역 사이에 경강선과의 연결 선로가 있으며, 경강선 열차가 중검수를 위해 분당차량사업소로 이동할 때 이 선로를 사용한다.

### 수인분당선 승강장
| ↑ 야탑 |
| \| １  |
| 서현 ↓ |

| 1 | ● 수도권 전철 수인·분당선 | 서현 · 죽전 · 기흥 · 수원 · 인천 방면     |
| 2 | ● 수도권 전철 수인·분당선 | 야탑 · 모란 · 선릉 · 선정릉 · 청량리 방면 |

### 경강선 승강장
| ↑ 성남 |
| \| ２  |
| 삼동 ↓ |

| 1 | ● 수도권 전철 경강선 | 성남 · 판교 방면                   |
| 2 | ● 수도권 전철 경강선 | 경기광주 · 이천 · 부발 · 여주 방면 |

## 역주변
| 나가는 곳 | 방면                                                                       |
| --------- | -------------------------------------------------------------------------- |
| 1         | 태원고등학교 성남아트센터                                                  |
| 2         | 농업기술센터                                                               |
| 3         | 송림고등학교 돌마고등학교                                                  |
| 4         | 안말초등학교 성남상공회의소 이매고등학교                                   |
| 5         | 매송중학교 이매초등학교 이매고등학교                                       |
| 6         | 이매2동행정복지센터 분당소방서 이매1동행정복지센터 이매초등학교 이매파출소 |
| 7         | 이매초등학교                                                               |
| 8         | 이매1동행정복지센터                                                        |
| 9         | 성남상공회의소 이매1동행정복지센터 이매초등학교 이매파출소 매송중학교      |

## 이용객 변동
분당선의 2004년 자료는 개통일인 2004년 1월 16일부터 12월 31일까지 351일간의 집계를 반영한 것이며, 경강선의 2016년 자료는 개통일인 2016년 9월 24일부터 12월 31일까지 99일간의 집계를 반영한 것이다.
| 노선   | 노선 | 일평균 인원수 (명/일) | 일평균 인원수 (명/일) | 일평균 인원수 (명/일) | 일평균 인원수 (명/일) | 일평균 인원수 (명/일) | 일평균 인원수 (명/일) | 일평균 인원수 (명/일) | 일평균 인원수 (명/일) | 일평균 인원수 (명/일) | 일평균 인원수 (명/일) | 각주                  | 각주                  | 각주                  | 각주                  | 각주  |
| 노선   | 노선 | 2000년                | 2001년                | 2002년                | 2003년                | 2004년                | 2005년                | 2006년                | 2007년                | 2008년                | 2009년                | 각주                  | 각주                  | 각주                  | 각주                  | 각주  |
| ------ | ---- | --------------------- | --------------------- | --------------------- | --------------------- | --------------------- | --------------------- | --------------------- | --------------------- | --------------------- | --------------------- | --------------------- | --------------------- | --------------------- | --------------------- | ----- |
| 분당선 | 승차 | 미개통                | 미개통                | 미개통                | 미개통                | 3,928                 | 4,469                 | 4,637                 | 4,805                 | 5,093                 | 5,072                 | [ 8 ]                 | [ 8 ]                 | [ 8 ]                 | [ 8 ]                 | [ 8 ] |
| 분당선 | 하차 | 미개통                | 미개통                | 미개통                | 미개통                | 3,688                 | 4,356                 | 4,597                 | 4,703                 | 5,019                 | 4,870                 | [ 8 ]                 | [ 8 ]                 | [ 8 ]                 | [ 8 ]                 | [ 8 ] |
| 노선   | 노선 | 일평균 인원수 (명/일) | 일평균 인원수 (명/일) | 일평균 인원수 (명/일) | 일평균 인원수 (명/일) | 일평균 인원수 (명/일) | 일평균 인원수 (명/일) | 일평균 인원수 (명/일) | 일평균 인원수 (명/일) | 일평균 인원수 (명/일) | 일평균 인원수 (명/일) | 일평균 인원수 (명/일) | 일평균 인원수 (명/일) | 일평균 인원수 (명/일) | 일평균 인원수 (명/일) | 각주  |
| 노선   | 노선 | 2010년                | 2011년                | 2012년                | 2013년                | 2014년                | 2015년                | 2016년                | 2017년                | 2018년                | 2019년                | 2020년                | 2021년                | 2022년                | 2023년                | 각주  |
| 분당선 | 승차 | 5,069                 | 5,082                 | 4,967                 | 5,283                 | 5,261                 | 5,337                 | 5,256                 | 5,269                 | 5,472                 | 5,501                 | 3,689                 | 3,944                 | 4,399                 | 4,711                 | [ 8 ] |
| 분당선 | 하차 | 4,872                 | 4,872                 | 4,785                 | 5,133                 | 5,096                 | 5,166                 | 4,972                 | 4,871                 | 5,071                 | 5,158                 | 3,470                 | 3,715                 | 4,140                 | 4,456                 | [ 8 ] |
| 경강선 | 승차 | 미개통                | 미개통                | 미개통                | 미개통                | 미개통                | 미개통                | 2,491                 | 2,141                 | 2,192                 | 5,501                 | 1,530                 | 1,638                 | 1,868                 |                       | [ 8 ] |
| 경강선 | 하차 | 미개통                | 미개통                | 미개통                | 미개통                | 미개통                | 미개통                | 2,453                 | 2,080                 | 2,125                 | 5,158                 | 1,109                 | 1,498                 | 1,725                 |                       | [ 8 ] |

## 사진

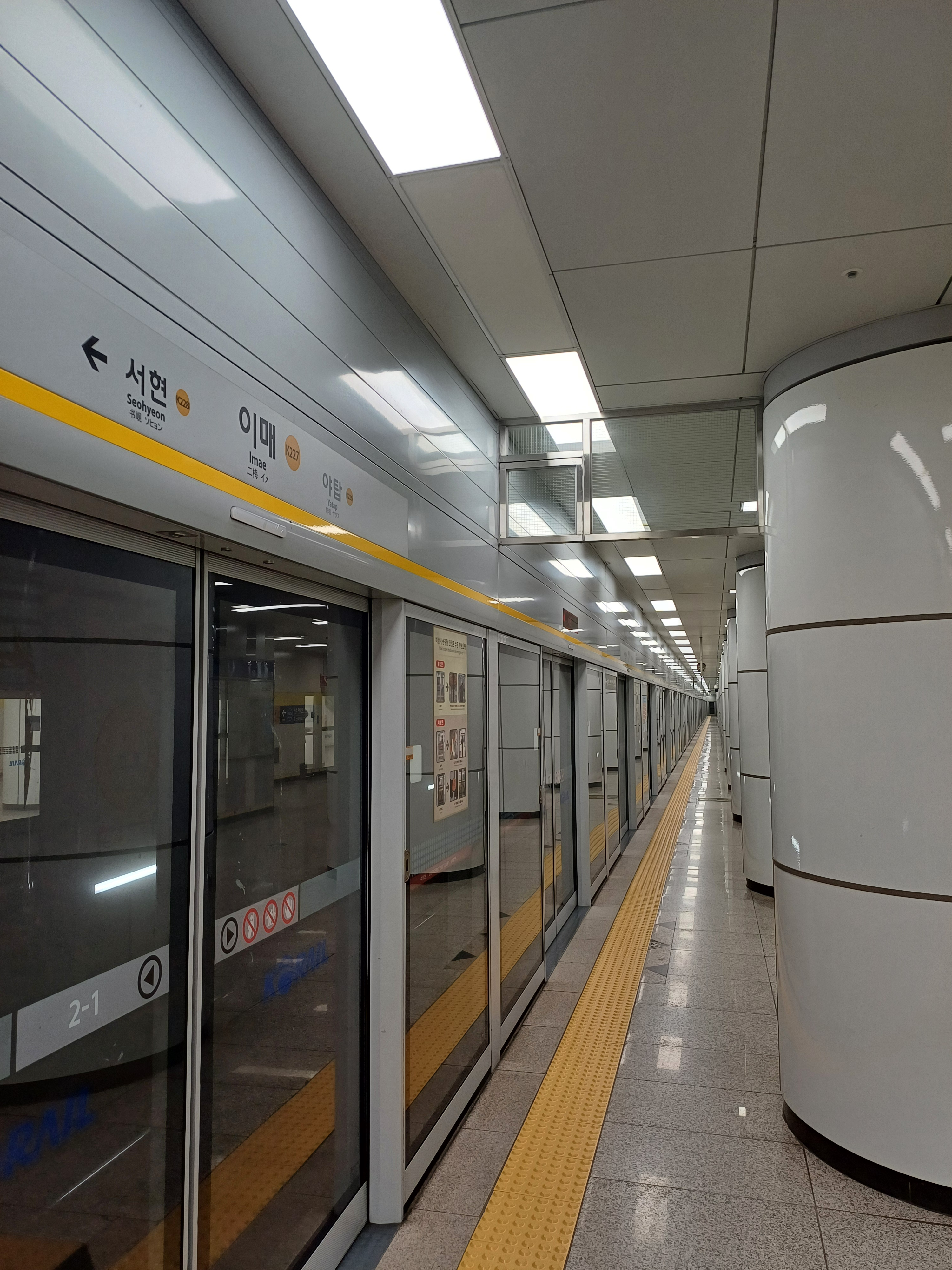
수인분당선 승강장
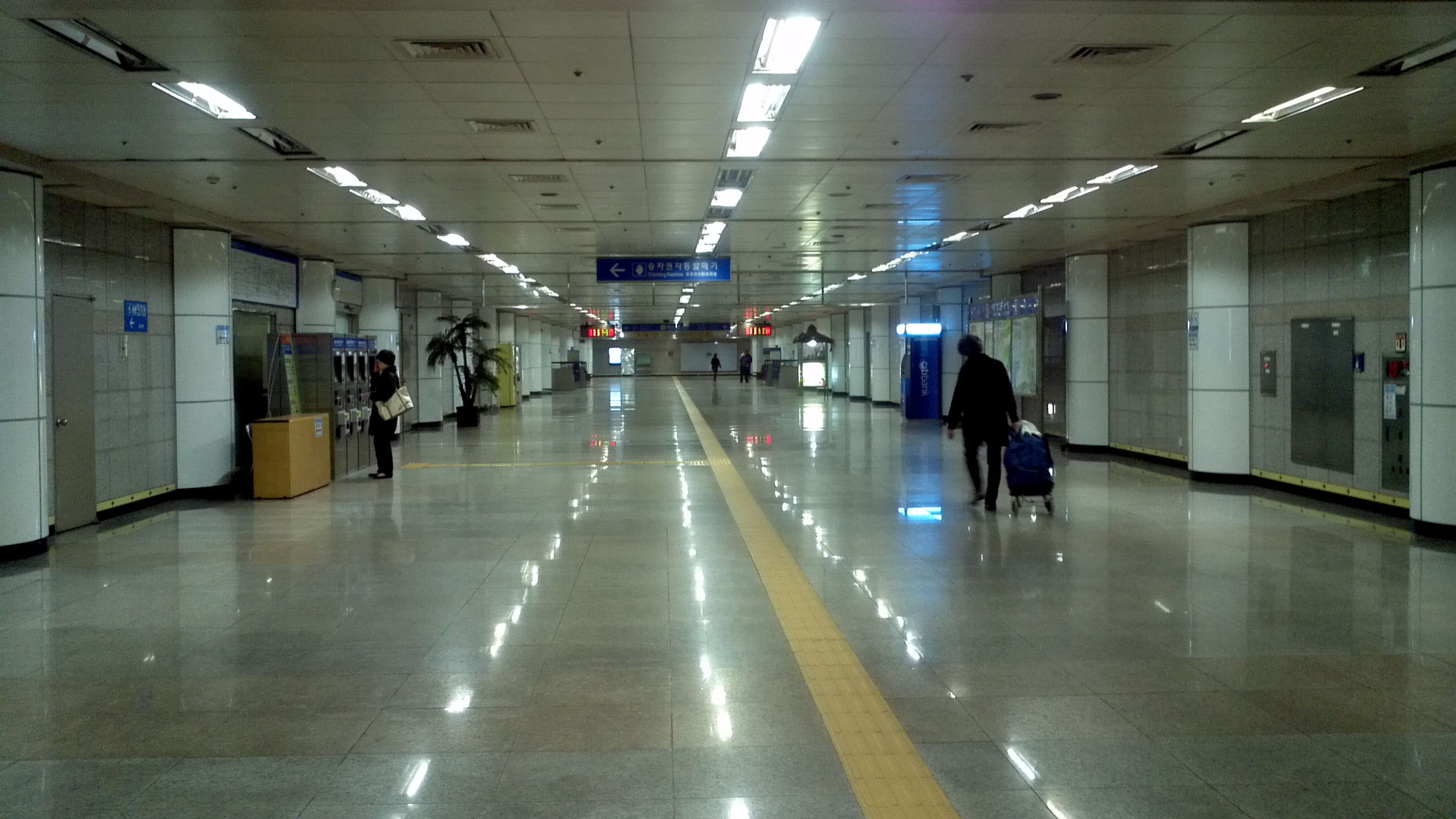
대합실

## 인접한 역
| 분당선                | 분당선                                     | 분당선                        |
| --------------------- | ------------------------------------------ | ----------------------------- |
| K226 야탑 청량리 방면 | ● 수도권 전철 수인·분당선 완행 분당선 급행 | K228 서현 고색 방면 인천 방면 |
| 경강선                |                                            |                               |
| K410 성남 판교 방면   | ● 수도권 전철 경강선                       | K412 삼동 여주 방면           |